# الدهسة
قرية الدهسة هي إحدى القرى التابعة لمركز فرشوط في محافظة قنا في جمهورية مصر العربية. حسب إحصاءات سنة 2006، بلغ إجمالي السكان في الدهسة 12953 نسمة، منهم 6555 رجل و6398 امرأة.